# Hunter (Kansas)
Hunter – miasto w Stanach Zjednoczonych, w stanie Kansas, w hrabstwie Mitchell.